# Атнан Незири
Атнан Незири (на албански: Atnan Neziri, на македонска литературна норма: Атнан Незири) е икономист и политик от Северна Македония от албански произход.

## Биография
Роден е на 20 декември 1964 година в тетовското село Мала речица, Социалистическа федеративна република Югославия. Завършва Икономическия факултет на Прищинския университет. На 15 юли 2020 година е избран за депутат от Алианс за албанците в Събранието на Северна Македония.